# 新新人類
新新人類為1990年代初期的台灣流行語，最早的起源為信喜實業（已於2005年被德記洋行收購而結束營業）烏龍茶產品「開喜烏龍茶」的廣告——麥達廣告製作、曾淑美撰寫文案的「新新人類在中國」系列，有「新潮」、「年輕」、「不同於舊時代的人們」的意思，主要泛指當時仍是國中生、高中生的「六年級生」。

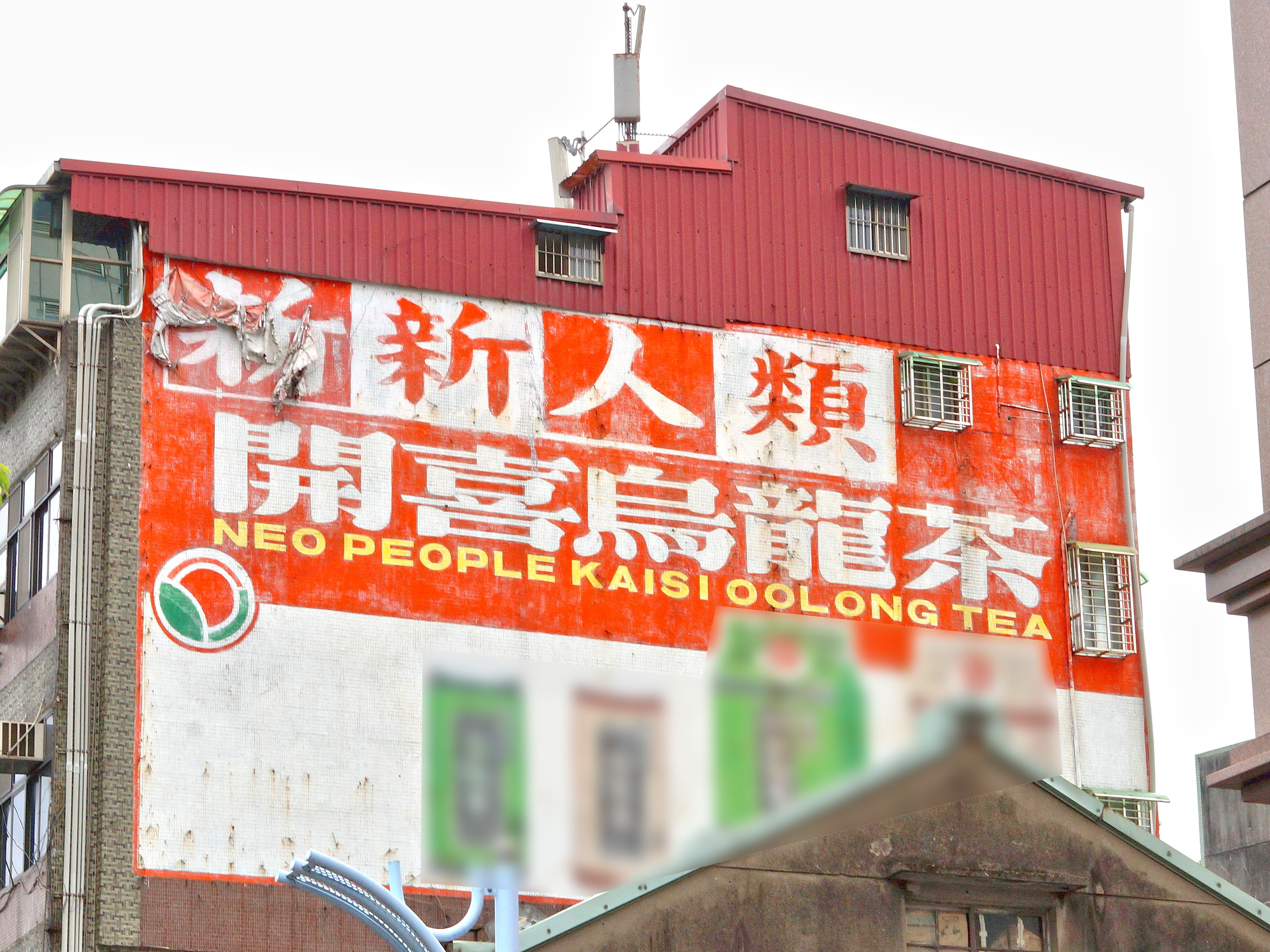
信喜實業開喜烏龍茶廣告壁畫

## 歷史
1993年10月16日，麥達廣告以開喜烏龍茶「新新人類在中國」系列電視廣告贏得1993年（第16屆）時報廣告金像獎最佳電視廣告獎。
1994年12月22日，台灣人力資源發展中心舉行「進軍新新人類：民進黨如何突破選票瓶頸」座談會，民主進步黨立法委員葉菊蘭、民主進步黨主席施明德特別助理兼中央研究院社會科學研究所研究員林忠正、淡江大學資訊研究所所長莊淇銘與TVBS頻道節目主持人魚夫一致表示，從1994年中華民國省市長暨省市議員選舉觀察，民進黨台獨黨綱不必然是新新人類的票房毒藥；但是民進黨堅持使用台語傳播台獨理念，是造成民進黨與新新人類隔閡的主要因素；若要吸收年輕選票，民進黨首先必須改變「非台語不用」的心態。台灣人力資源發展中心執行長陳銘將新新人類定義為「在1960年以後出生者，其特質是求新求變、追求快速簡單事物」。莊淇銘說，由於中國國民黨執政下的台灣教育將新新人類的意識型態塑造成中华民族主义，恐怕需要花費十年甚至二十年才能「自我解毒」；他也認為，媒體壟斷與受執政當局控制，是民進黨與台獨理念難以突破困境的因素；加上新新人類不慣用台語，即使透過地下電台及第四台傳播台獨理念，新新人類仍然不瞭解台獨意涵，台獨一旦被抹黑就很難翻身。林忠正說，新新人類未經歷白色恐怖，卻一再被灌輸紅色恐怖（恐懼中國人民解放軍武力犯台）；所以無論民進黨過去對民主運動的貢獻有多大，他們碰到紅色恐怖就拋棄對民進黨的支持；民進黨應該拋棄被扭曲、醜化的名詞，重新用務實、事實觀點及年輕人能接受的方式去重新包裝台獨理念，相信會有更多人認同台獨主張。林忠正主張，下一屆的全國不分區立法委員與國民大會代表，民進黨應各保障一席給年輕一代的政壇新秀，透過他們的參與來傳遞民進黨的理念，讓新新人類瞭解台獨的訴求與現實需要，讓新新人類不再恐懼民進黨，民進黨才能把年輕選票從新黨拉回來；這是他研究民進黨進軍新新人類選票的各種策略之後所發現的最快速的方法，施明德已同意此案，他將在民進黨中執會提出此案討論。

1994年12月27日，國立政治大學新聞學系教授徐佳士評：
|  | 台灣今天所流行的「新新人類」這個新事物，顯然不是人類學者或社會學者的新發現；它是廣告人士所創造出來，以幫助推銷一種罐裝飲料的一個有趣設計。假使沒有開喜烏龍茶，就不會有新新人類。…… 如果追蹤到新新人類的源頭——開喜烏龍茶廣告——上去，這個新物種（或1960年以後出生的人）並不能用成人世界的政治意識型態。今日只有早熟的青年，才可能自認是這個主義、那個主義的信徒。正如廣告上所描畫的，新新人類並不屬於哪一個特定的國家或民族，他們似乎是「世界人」。即使在廣告外面，現實中的青少年，其一般消費型態也是國際的，他們崇拜的英雄是國際娛樂界的紅人。正就是這種國際性格，而非中华民族主义（如果有的話），使得他們比老一輩子人較難接納台獨思想。 如果硬要派新新人類一個什麼「主義」的話，他們是富裕社會的標準享樂主義者，既無白色恐怖的「悲情」，亦乏赤色恐怖的遠慮。 民進黨人士與新新人類之間的「語言」困難，似乎也可找到另一種解釋。政治語言——不管用哪種方言說出——對於新新人類而言，都是「大人們」的囈語，至少聽來太陌生、太沒有意義，「不好玩」；他們有他們自己的「方言」，絕非「標準國語」。 總之，新新人類雖然是廣告人的一個創作，它卻相當成功地得到廣大的1960年以後出生的人認同，令他們把罐裝茶水喝得比可樂更多。研究青少年從觀察新新人類現象來著手，倒是一個好辦法。 |

1997年台灣電影《給逃亡者的恰恰》導演王財祥是拍廣告出身，王財祥廣告代表作品是開喜烏龍茶與司迪麥口香糖，《給逃亡者的恰恰》開頭就是王財祥拍攝的開喜烏龍茶廣告片段。
2009年9月1日，進入廣告業之前曾任《人間雜誌》員工的曾淑美說：「1992年，我開始自由工作，春節時策畫播放開喜烏龍茶『新新人類在中國』系列廣告，非常轟動。播出時，特別打電話給陳映真請他打開電視，告訴他這是獻給他的作品（因為『在中國』）；他很高興。廣告後續效果驚人，開喜烏龍茶銷量竟然打敗可口可樂，我又打電話去報告；陳映真簡直樂不可支，開玩笑說：『終於挫敗了美帝！』當下，我真覺得自己是個為父親扳回一城的乖女兒。」